# Ngalamu
Ngalamu (ang. Ngalamu River) – rzeka w Malawi i Mozambiku.
Jej źródło znajduje się w wzgórzach państwa Malawi, wypływa z wysokości 717 m n.p.m. Płynie najpierw w kierunku północno wschodnim, następnie skręca ku południu, po czym meandruje w kierunku wschodnim. Uchodzi w Mozambiku, nieopodal jeziora Amaramba. Jest częścią zlewni rzeki Rovuma, a wcześniej Lugendy. Znajduje się 210 km na wschód od stolicy Malawi Lilongwe. 
W języku Njakjusa, jednym z języków bantu, Ngalamu i Ingalamu oznaczają lwa.